# Jack Antonoff
Jack Antonoff (ur. 31 marca 1984 w Bergenfield) – amerykański muzyk, kompozytor i producent muzyczny, członek kilku zespołów muzycznych. Znany ze współpracy z takimi artystami jak: Taylor Swift, Lorde, St. Vincent, Lana Del Rey, Pink, Clairo i inni.
Do jego największych sukcesów należą piosenki „We Are Young” i „Masseduction”.
8 razy zdobył Nagrodę Grammy, a 18 razy był do niej nominowany.
Według dziennika The Guardian jest jednym z najbardziej rozchwytywanych autorów piosenek i producentów muzyki pop.

## Życiorys i kariera muzyczna

### Początki
Jack Michael Antonoff urodził się 31 marca 1984 w Bergenfield. Dorastał w hrabstwie Bergen, gdzie jego matka, Shira, córka rabina, wysłała go do żydowskiej szkoły dziennej. Jak wspominał, jego dziadkowie uciekli do Ameryki przed prześladowaniami, a w nowej ojczyźnie musieli walczyć o przetrwanie. Rodzice ciężko pracowali, aby zapewnić godne utrzymanie dzieciom. Wychowywał się z dwiema siostrami: starsza, Rachel została projektantką mody, natomiast młodsza, Sarah, zmarła na raka mózgu, gdy miała 13 lat. Młody Jack zawsze chciał grać muzykę. Mając piętnaście lat zaczął pisać i wykonywać piosenki. W dziesiątej klasie wraz z kilkoma przyjaciółmi założył hardcore-punkowy zespół Outline. W latach 90. był pod wpływem takich zespołów jak Green Day i Weezer, a pod koniec dekady – Radiohead i jego albumu OK Computer, o którym wyraził się: „to brzmiało jak współcześni Beatlesi. Melodie Thoma Yorke’a przypominały mi mroczne melodie, które słyszałem w synagodze”.

### Kariera muzyczna
W 1999 roku wspólnie z piosenkarzem Scottem Irby-Ranniarem założył duet muzyczny Steel Train. Pierwszym singlem zespołu była piosenka „Better Love”, napisana z myślą o dziewczynie Antonoffa z liceum, wschodzącej gwieździe filmowej, Scarlett Johansson. W 2008 roku, podczas trasy koncertowej ze Steel Train, Antonoff poznał multiinstrumentalistę Andrew Dosta i tenora Nate’a Ruessa. Wspólnie założyli zespół nazywając go fun. Antonoff został jego gitarzystą. Piosenka zespołu, „We Are Young” stała się przebojem w 2012 roku. Zespół zdobył nagrodę w kategorii: Najlepszy nowy artysta podczas rozdania nagród Grammy w 2013 roku, a następnie zakończył działalność, ponieważ Ruess i Antonoff zaangażowali się w swoje solowe kariery.

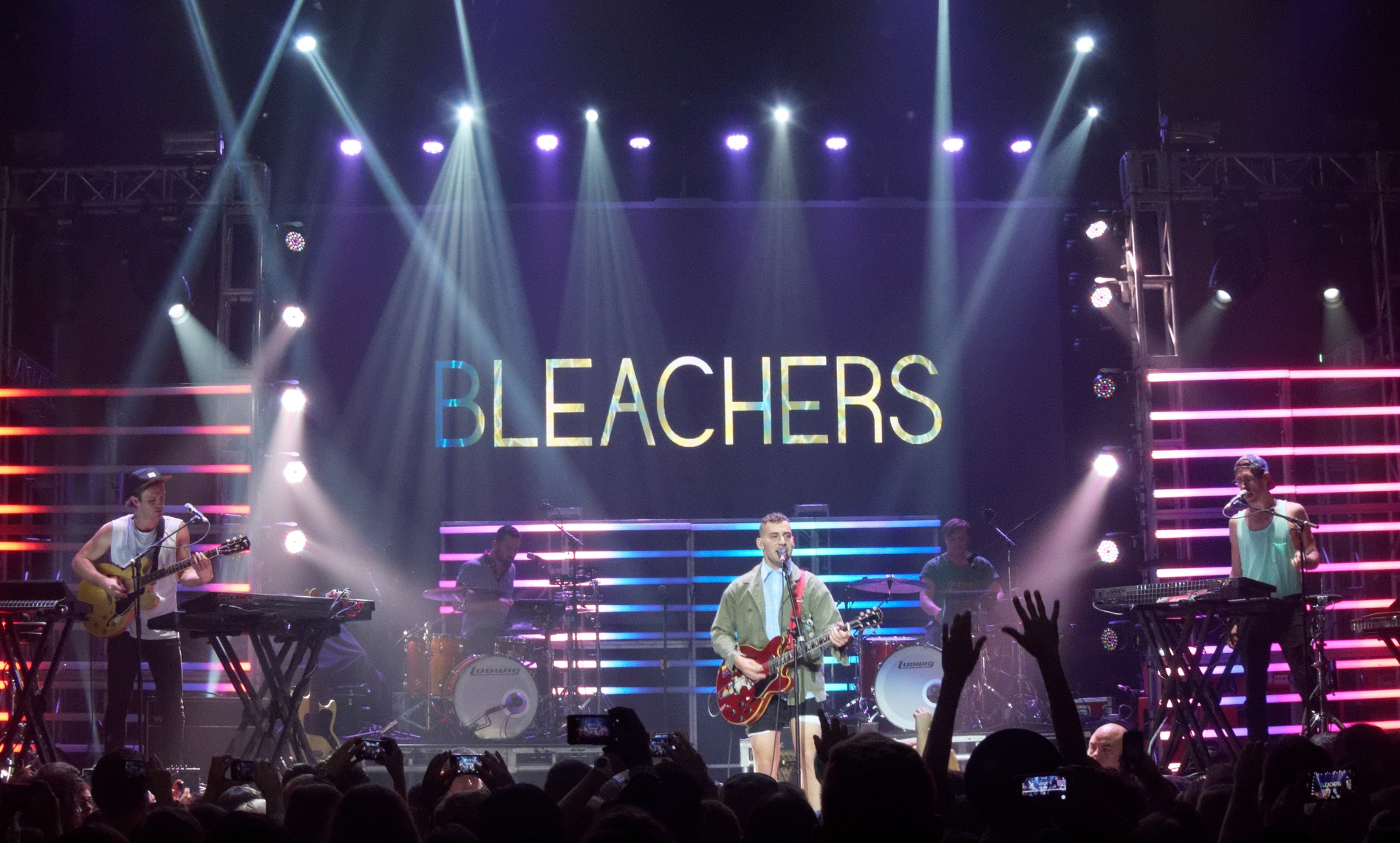
Antonoff występujący jako Bleachers (2014)

W 2013 roku, jeszcze podczas trasy koncertowej z fun., Antonoff założył swój projekt poboczny, Bleachers. Był jego jedynym członkiem. Utwory tworzył na laptopie. Pierwszy album Bleachers, Strange Desire, ukazał się w 2014 roku, zbierając mieszane recenzje. Za elektroniczne brzmienie albumu odpowiadał syntezator, który Antonoff sprowadził z Malezji i którego jest zagorzałym zwolennikiem. Jak stwierdził „cała historia tego zespołu to ten dźwięk”. Sam album natomiast określił jako „trochę w stylu Johna Hughesa, trochę popieprzony”.
W tym samym roku Taylor Swift, która pracowała z Antonoffem nad piosenką do filmu Masz talent, zaprosiła go do wyprodukowania dwóch utworów na jej album 1989.
Po 2017 roku zyskał rozgłos jako producent, co uczyniło z niego legendę popu. za którą jest obecnie powszechnie uznawany. Pomógł licznym artystkom w rozwoju ich kariery; przykładem stał się album Pink Beautiful Trauma, którego był producentem i współautorem dwóch piosenek. Album zanotował najwyższą sprzedaż w pierwszym tygodniu od daty wydania w 2017 roku.
Wyprodukował album Masseduction St. Vincent. Wystąpił również w filmie dokumentalnym Miss Americana, poświęconym życiu i karierze Taylor Swift.
Na albumie Clairo Sling przypisuje mu się grę na osiemnastu instrumentach, z których niektórych nigdy wcześniej nie wziął do ręki.
Wyprodukował dziesięć z trzydziestu najwyżej notowanych singli Taylor Swift, wyprodukował i współtworzył dwa z albumy Lorde, dwa St. Vincent oraz dwa Lany Del Rey.
Pracuje niemal wyłącznie z kobietami. Twierdzi, iż „praca z uczciwymi artystkami jest o wiele bardziej atrakcyjna [...] niż wiele dziwnych ścieżek, którymi podążają niektórzy męscy autorzy piosenek, którzy skrywają i maskują emocje. Kobiety, z którymi pracuję, to osoby pełne energii”.
W marcu 2023 roku ogłoszono, iż Charli XCX i Jack Antonoff napiszą i wyprodukują oryginalne piosenki do nadchodzącego filmu Mother Mary (realizowanego dla wytwórni A24), choć oficjalną ścieżkę dźwiękową skomponuje Daniel Hart.

## Nagrody

### Nagroda Grammy
8 razy zdobył Nagrodę Grammy, a 18 razy był do niej nominowany.

### Złoty Glob
W 2014 roku piosenka Taylor Swift „Sweeter than Fiction”, którą napisała i wyprodukowała wspólnie z Antonoffem, została nominowana do nagrody Złotego Globu w kategorii: Best Song – Motion Picture.

### Gracie Awards
w 2021 roku film Folklore: The Long Pond Studio Sessions w reżyserii Taylor Swift, w którym wystąpił Antonoff, zdobył nagrodę Gracie Award w kategorii: Grand Award for Special or Variety.

## Życie prywatne
W latach 2012–2018 był związany z aktorką Leną Dunham, będącą podobnie jak on żydowskiego pochodzenia. W sierpniu 2021 roku poznał aktorkę Margaret Qualley. Znajomość była kontynuowana w kolejnych miesiącach, a 30 maja następnego roku w Cannes okazało się, że para jest zaręczona.